# Ой у лузі червона калина (срібна монета)
«Ой у лу́зі черво́на кали́на» — пам'ятна срібна монета номіналом 10 гривень, випущена Національним банком України, присвячена українській народній пісні авторського походження, яка під час війни Росії проти України стала українським символом незламності, гімном мужнього протистояння. Народна пісня, відома з часів козаччини XVII століття, розвивалася, доповнювалася та отримала нове звучання в часи української революції на початку ХХ століття.
Монету введено в обіг 18 липня 2022 року. Вона належить до серії «Безсмертна моя Україно».

## Опис монети та характеристики
| Номінал грн. | Метал  | Маса, г      | Діаметр, мм | Якість виготовлення       | Гурт                           | Тираж, штук |
| ------------ | ------ | ------------ | ----------- | ------------------------- | ------------------------------ | ----------- |
| 10           | срібло | 31,1 / 33,62 | 38,6        | спеціальний анциркулейтед | гладкий із заглибленим написом | 5 000       |

### Аверс
На аверсі монети на дзеркальному тлі розміщено: малий Державний Герб України (ліворуч), у центрі — стилізовану символічну композицію: захисники різних поколінь — козак, січовий стрілець і сучасний воїн Збройних Сил України, підіймають калину — опоетизований символ України, крона якої нагадує абриси кордонів нашої Батьківщини; написи: «А МИ ТУЮ ЧЕРВОНУ КАЛИНУ ПІДІЙМЕМО», (угорі півколом), унизу рік карбування — «2022» та півколом — «УКРАЇНА», праворуч номінал — «10» та розміщено графічний символ гривні.

### Реверс
На реверсі монети на дзеркальному тлі розміщено: угорі півколом напис — продовження пісні: «А МИ НАШУ СЛАВНУ УКРАЇНУ, ГЕЙ, ГЕЙ, РОЗВЕСЕЛИМО!»; у центрі зображено гілку — листок і ягоди калини.

## Автори
- Художник — Кривонос Дмитро.

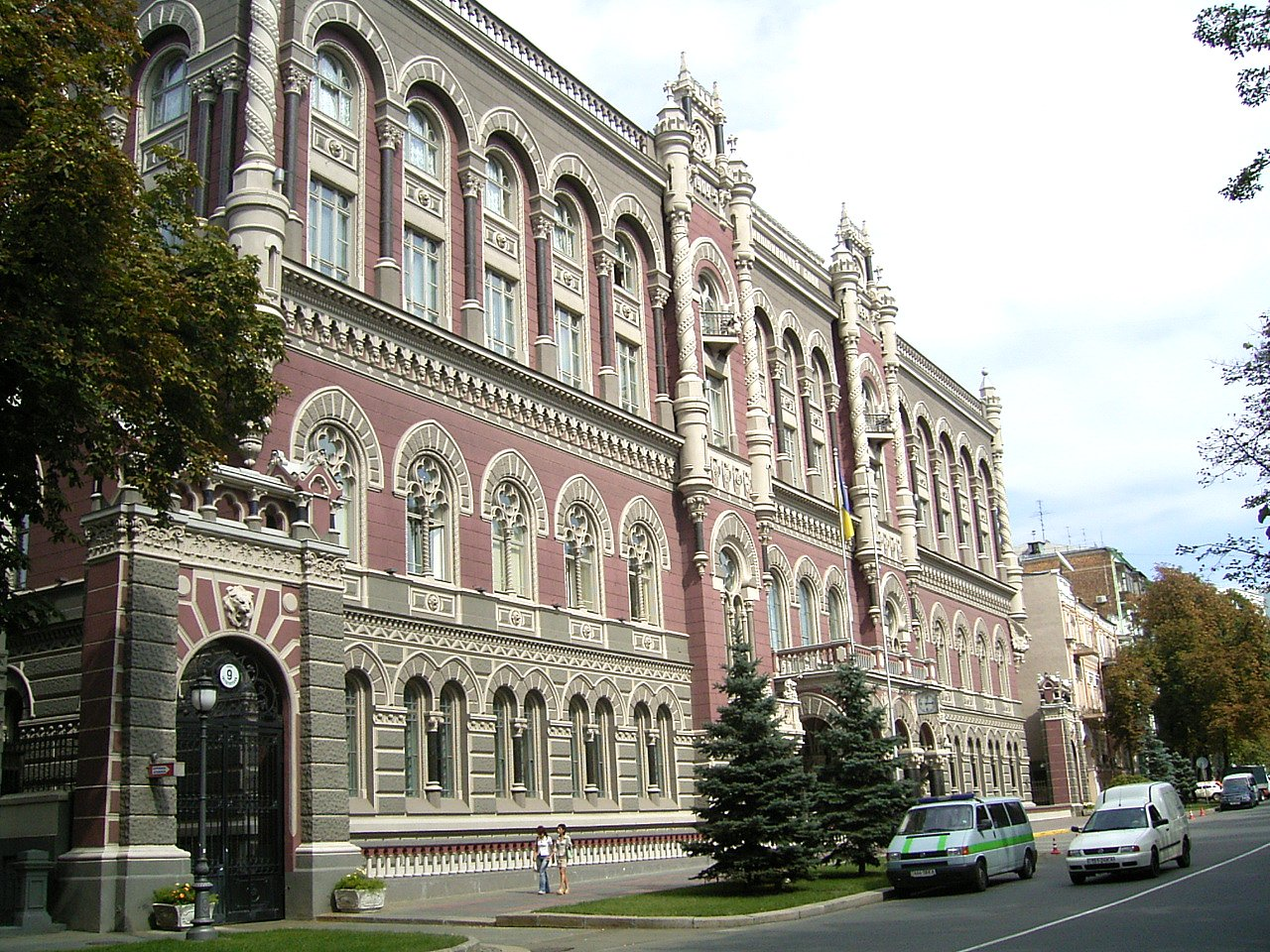
Будівля Національного банку України

- Скульптори: Іваненко Святослав, Атаманчук Володимир.

## Вартість монети
Під час введення монети в обіг 2022 року, Національний банк України реалізовував монету за ціною 2123 гривні.
Фактична приблизна вартість монети з роками змінювалася так:
| Рік        | 2023  | 2024  | 2025  |
| ---------- | ----- | ----- | ----- |
| Ціна, грн. | 2 950 | 4 200 | 4 600 |